# 코스트산맥

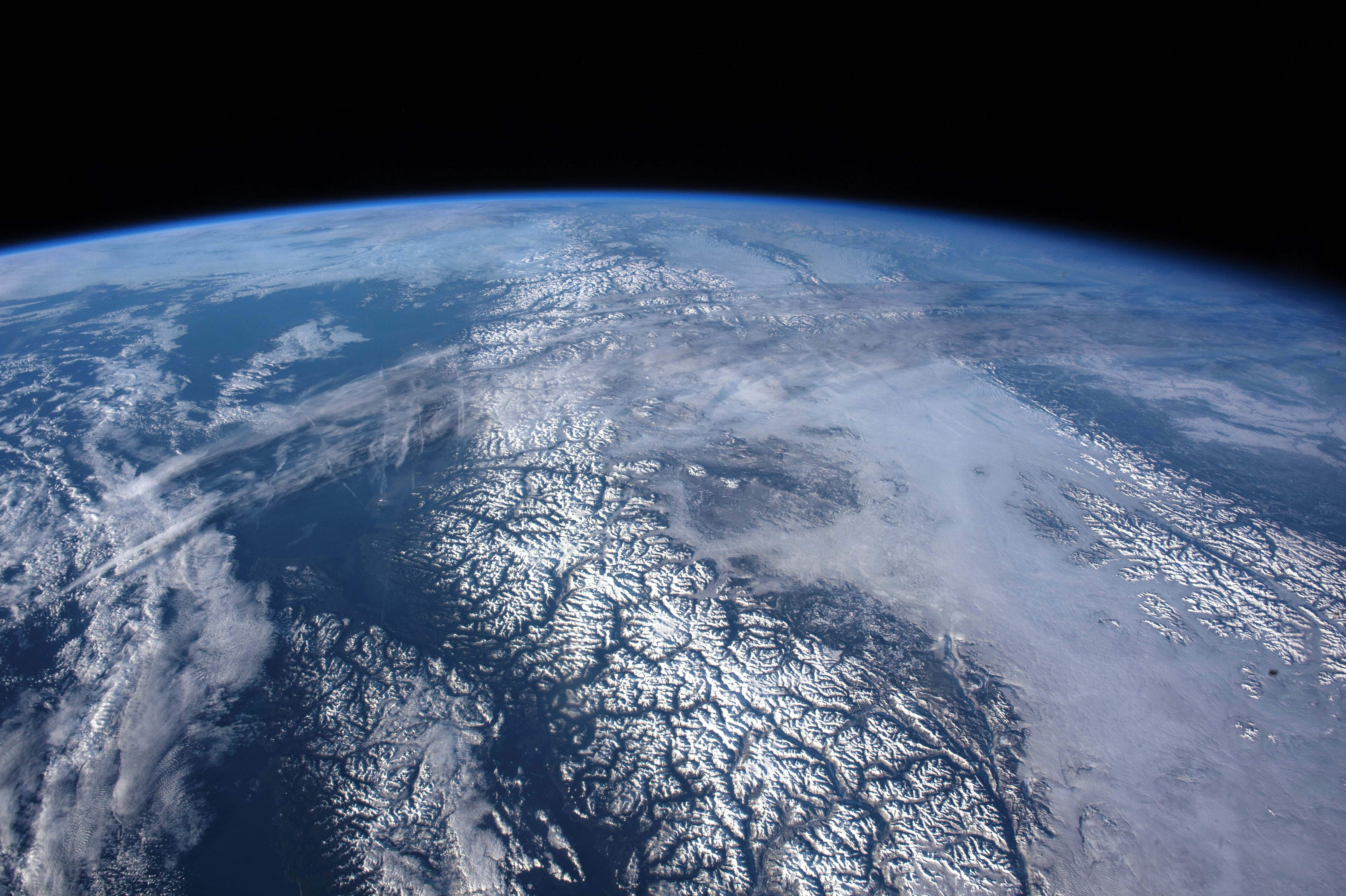
국제 우주 정거장에서 촬영한 코스트 산맥, 오른쪽에 캐나다 로키 산맥이 보인다.

코스트 산맥(영어: Coast Mountains)은 북아메리카 서부 태평양 연안 산맥의 주요 산맥으로, 유콘준주 남서부에서 알래스카 팬핸들, 브리티시컬럼비아 해안 전체를 거쳐 프레이저강까지 남쪽으로 뻗어 있다.